# 25 (album)
25 er det tredje studiealbum fra den britiske sangerinde Adele. Det blev udgivet den 20. november 2015 via XL Recordings og Columbia Records. Det var næsten fem år efter meget succesfulde 21 (2011), og titel reflekterer over hendes liv i en alder af 25 år. Teksten omhandler temaer om Adeles "længsel efter hendes gamle jeg, hendes nostalgi", og "melankoli over tidens gang" ifølge et interview med sangeren i Rolling Stone, samt temaer om moderskab og fortrydelse. I kontrast til Adeles tidligere arbejde blev produktionen af 25 inkorporeret med elektronisk elementer og kreative rytmiske mønstre med elementer fra 1980'erne moderne R&B og orgler. Ligesom 21 arbejdede Adele sammen med producer og sangskriver Paul Epworth og Ryan Tedder, samt et nyt samarbejde med Max Martin og Shellback, Greg Kurstin, Danger Mouse, the Smeezingtons, Samuel Dixon og Tobias Jesso Jr.
Ved udgivelsen af albummet modtog de positive anmeldelse, der roste Adeles vokale præstation og albummet produktion. Det var en massiv kommerciel succes og debuterede som nummer et i 32 lande og slog rekorden for flest solgte eksemplarer i den første uge i adskillige lande, heriblandt torbritanien og USA. I USA solgte albummet over 3,38 eksemplarer i den første uge, hvilket gjorde albummet til det mest sælgende i en enkelt uge siden Nielsen SoundScan begyndte at registrere pladesalg i 1991. 25 endte med at blive det bedst sælgende album i 2015 med 17,4 mio. eksemplarer, og de thar siden solgt mere end 22 mio. eksemplarer på verdensplan, hvilket gør det til et af verdens bedst sælgende albums. Efter 21 blev det certificeret diamant af Recording Industry Association of America (RIAA), som gives for salg over 10 mio. eksemplarer i USA, hvilket gør Adele til den eneste kunster i 2010'erne, der har denne certifikation på to albums.
Globalt var 25 det bedst sælgende album i både 2015 go 2016, og mange journalister krediterede denne udgivelse til at have påvirket musikindustrien idet det fik skabt fornyet interesse for at købe fysiske albums frem for at downloade eller streame. Ligesom 21 blev det også krediteret for at redde de faldende salg i både Storbritannien og USA's musikindustri. 25 modtog BRIT Award for British Album of the Year, mens førstesinglen "Hello" vandt prisen British Single of the Year. Ved Grammy Award i 2017 vandt albummet prisen for årets album og bedste popalbum; "Hello" vandt også grammyer for årets indspilning, årets sang og pop solopræstation.

## Spor
| 1.    | "Hello"                            | 4:55 |
| 2.    | "Send My Love (To Your New Lover)" | 3:43 |
| 3.    | "I Miss You"                       | 5:48 |
| 4.    | "When We Were Young"               | 4:51 |
| 5.    | "Remedy"                           | 4:05 |
| 6.    | "Water Under the Bridge"           | 4:00 |
| 7.    | "River Lea"                        | 3:45 |
| 8.    | "Love in the Dark"                 | 4:46 |
| 9.    | "Million Years Ago"                | 3:47 |
| 10.   | "All I Ask"                        | 4:32 |
| 11.   | "Sweetest Devotion"                | 4:12 |
| 48:25 |                                    |      |

## Hitlister
| Hitlister (2015)                         | Højeste placering |
| ---------------------------------------- | ----------------- |
| Australien (ARIA)                        | 1                 |
| Østrig (Ö3 Austria)                      | 1                 |
| Belgien (Ultratop Flanderen)             | 1                 |
| Belgien (Ultratop Vallonien)             | 1                 |
| Brazil Albums (ABPD)                     | 1                 |
| Canadiske Albummer (Billboard)           | 1                 |
| Croatian Albums (Toplista)               | 1                 |
| Tjekkiet (ČNS IFPI)                      | 1                 |
| Danmark (Album Top-40)                   | 1                 |
| Holland (Album Top 100)                  | 1                 |
| Finland (Musiikkituottajat)              | 1                 |
| Frankrig (SNEP)                          | 1                 |
| Tyskland (Media Control)                 | 1                 |
| Greek Albums (IFPI)                      | 1                 |
| Ungarn (MAHASZ)                          | 1                 |
| Irland (IRMA)                            | 1                 |
| Italien (FIMI)                           | 1                 |
| Japan (Oricon)                           | 7                 |
| Mexican Albums (AMPROFON)                | 1                 |
| New Zealand (RIANZ)                      | 1                 |
| Norge (VG-lista)                         | 1                 |
| Polen (ZPAV)                             | 1                 |
| Portugal (AFP)                           | 1                 |
| Russian Albums (2M)                      | 1                 |
| Skotland (OCC)                           |                   |
| South African Albums (RISA)              | 1                 |
| South Korean Albums (Gaon)               | 4                 |
| South Korean Albums International (Gaon) | 1                 |
| Spanien (PROMUSICAE)                     | 1                 |
| Sverige (Sverigetopplistan)              | 1                 |
| Schweiz (Schweizer Hitparade)            | 1                 |
| Taiwanese Albums (Five Music)            | 1                 |
| Storbritannien (OCC)                     | 1                 |
| US Billboard 200                         | 1                 |

| Hitliste (2015)                  | Højeste placering |
| -------------------------------- | ----------------- |
| Argentine Monthly Albums (CAPIF) | 2                 |

| Hitlister (All-time)     | Placering |
| ------------------------ | --------- |
| UK Albums (OCC)          | 27        |
| US Billboard 200 (Women) | 22        |

| Hitlister (2015)                         | Placering |
| ---------------------------------------- | --------- |
| Australian Albums (ARIA)                 | 1         |
| Austrian Albums (Ö3 Austria)             | 3         |
| Belgian Albums (Ultratop Flanders)       | 2         |
| Belgian Albums (Ultratop Wallonia)       | 4         |
| Brazilian Albums (ABPD)                  | 4         |
| Croatian Foreign Albums (HDU)            | 2         |
| Danish Albums (Hitlisten)                | 4         |
| Dutch Albums (MegaCharts)                | 1         |
| French Albums (SNEP)                     | 2         |
| German Albums (Offizielle Top 100)       | 2         |
| Hungarian Albums (MAHASZ)                | 7         |
| Irish Albums (IRMA)                      | 1         |
| Italian Albums (FIMI)                    | 4         |
| Mexican Albums (AMPROFON)                | 11        |
| New Zealand (RIANZ)                      | 1         |
| Polish Albums (ZPAV)                     | 1         |
| Russian Albums (2M)                      | 7         |
| South Korean Albums (Gaon)               | 88        |
| South Korean Albums International (Gaon) | 4         |
| Spanish Albums (PROMUSICAE)              | 4         |
| Swiss Albums (Swiss Hitparade)           | 1         |
| UK Albums (OCC)                          | 1         |

| Hitlister (2016)                         | Placering |
| ---------------------------------------- | --------- |
| Australian Albums (ARIA)                 | 1         |
| Austrian Albums (Ö3 Austria)             | 12        |
| Belgian Albums (Ultratop Flanders)       | 2         |
| Belgian Albums (Ultratop Wallonia)       | 5         |
| Canadian Albums (Billboard)              | 1         |
| Danish Albums (Hitlisten)                | 11        |
| Dutch Albums (MegaCharts)                | 1         |
| French Albums (SNEP)                     | 20        |
| German Albums (Offizielle Top 100)       | 6         |
| Hungarian Albums (MAHASZ)                | 27        |
| Italian Albums (FIMI)                    | 17        |
| Mexican Albums (AMPROFON)                | 21        |
| New Zealand Albums (RMNZ)                | 1         |
| Polish Albums (ZPAV)                     | 8         |
| South Korean Albums International (Gaon) | 5         |
| Swiss Albums (Schweizer Hitparade)       | 1         |
| UK Albums (OCC)                          | 1         |
| US Billboard 200                         | 1         |

| Hitliste (2017)                    | Placering |
| ---------------------------------- | --------- |
| Australian Albums (ARIA)           | 4         |
| Austrian Albums (Ö3 Austria)       | 73        |
| Belgian Albums (Ultratop Flanders) | 14        |
| Canadian Albums (Billboard)        | 20        |
| Danish Albums (Hitlisten)          | 34        |
| Dutch Albums (MegaCharts)          | 11        |
| New Zealand Albums (RMNZ)          | 2         |
| Swedish Albums (Sverigetopplistan) | 19        |
| UK Albums (OCC)                    | 18        |
| US Billboard 200                   | 26        |